# Łokcza
Łokcza (słow. Lokca) – wieś (obec) w północnej Słowacji, w powiecie Namiestów, w kraju żylińskim, przy ujściu Hrusztynki do Orawy. Została założona w połowie XVI wieku na prawie wołoskim; pierwsza wzmianka o niej pochodzi z 1554 roku.